# Ahmad Jamal
Ahmad Jamal, właśc. Frederick Russell Jones (ur. 2 lipca 1930 w Pittsburghu, zm. 16 kwietnia 2023 w Sheffield) – amerykański pianista jazzowy. Nazwisko Jamal przybrał po przejściu na islam na początku lat 50. XX w. Należał do ulubionych pianistów Milesa Davisa i miał duży wpływ na muzykę jego kwintetu w latach 1950–1955.
Od lat 80. Jamal regularnie koncertował w niemal niezmiennym składzie wraz z kontrabasistą Jamesem Cammackiem i perkusistą Idrisem Muhammadem.
W 1994 został laureatem NEA Jazz Masters Award, a w 2017 otrzymał nagrodę Grammy Lifetime Achievement Award za całokształt twórczości i wkład w historię muzyki.

## Dyskografia
- Ahmad’s Blues (1951)
- Live At The Pershing & The Spotlight Club (1958)
- Cross Country Tour 1958–1961 (1962)
- Poinciana (1963)
- Heat Wave (1966)
- The Awakening (1970)
- Freeflight (1971)
- Night Song (1980)
- Live At Bubba’s (1980)
- Ahmad Jamal & Gary Burton In Concert (1981)
- Digital Works (1985)
- Live At The Montreal Jazz Festival (1985)
- Rossiter Road (1986)
- Crystal (1987)
- Live in Paris 1992 (1993)
- Chicago Revisited – Live At Joe Segal’s Jazz Showcase (1993)
- I remember Duke, Hoagy & Strayhorn (1995)
- The Essence Part 1 (1995)
- Big Byrd – The Essence Part 2 (1996)
- Nature – The Essence Part III (1998)
- With The Assai Quartet (1998)
- Ahmad Jamal a l’Olympia (2001)
- In Search Of Momentum (2003)
- After Fajr (2005)
- Legendary Okeh & Epic Recordings (1951–1955) (2005)
- It’s Magic (2008)
- A Quiet Time (2009)
- Blue moon (2012)